# Chaetura spinicaudus
El vencejo lomiblanco, vencejo de lomo blanco, vencejo lomifajeado, vencejo lomibandeado, vencejo de rabadilla clara, vencejo culiblanco o vencejo de rabadilla clara (Chaetura spinicaudus) es una especie de ave apodiforme de la familia de los vencejos. 

## Distribución y hábitat
Se distribuye des en áreas boscosas desde el sur y al este de Costa Rica hacia Colombia , Ecuador, Venezuela, las Guayanas, Trinidad y noreste de Brasil.

## Descripción
El vencejo lomiblanco es un ave rápido delgado, de 11,5 cm de largo y con un peso de 15 gramos. La parte superior es negruzca con una banda blanquecina a lo largo de su cola y las partes inferiores son marrón oscuro con el cuello más pálido. Tiene una cola corta.

## Comportamiento
Se alimenta en el aire atrapando insectos voladores. A veces vuela baja por las carreteras o por los claros en la mañana o en la tarde alzando vuelo sobre el bosque, a menudo con otros vencejos, en la mitad del día.
El vencejo lomo blanco tiene un canto muy alto y repetido.
El nido es medio plato de ramitas pegadas en el interior de un agujero de árbol o ubicación sombreada similar con saliva.